# Veliko Gradište
Veliko Gradište (v srbské cyrilici Велико Градиште) је město v severovýchodní části centrálního Srbska. Administrativně spadá pod Braničevský okruh. Je sídlem opštiny Veliko Gradište.

## Geografie
Město Veliko Gradište leží 129 km na východ od hlavního města Bělehradu. Nachází se na břehu řeky Dunaje (říční kilometr 1059). Řeka tvoří hranici s Rumunskem. V blízkosti města je turisticky atraktivní Stříbrné jezero, což je zahrazené slepé rameno Dunaje, které zůstalo po výstavbě přehrady Železná vrata). Blízko jezera se do veletoku vlévá řeka Pek.

## Obyvatelstvo
V roce 2011 žilo ve Velikém Gradišti 6 204 obyvatel. Stejnojmenná opština má cca 27 000 obyvatel, z toho připadá kolem 21 000 na ostatních 26 obcí opštiny. Rozkládá se na ploše 344 km2.

## Dějiny
Veliko Gradište má díky své lokalitě na břehu Dunaje bohatou historii. Nacházela se zde různá sídla dřívějších kultur, bylo v minulosti často obsazováno různými dobyvateli, kteří vnikali na území dnešního Srbska i blízkého Rumunska. Významné pro osudy města a jeho obyvatel bylo období nadvlády Osmanské říše.
Místní kostel zasvěcený archandělu Gabrielovi byl vybudován ve 30. letech 19. století.

## Slavní rodáci
- Philip Zepter, rodným jménem Milan Janković, podnikatel